# Evgenija Zacharova
Evgenija Sergeevna Zacharova (in russo Евгения Сергеевна Захарова?; Novogorsk, 4 ottobre 1994) è una pattinatrice di short track russa.

## Biografia
Nel gennaio 2016 ha vinto la medaglia d'argento nella staffetta 3000 metri ai campionati europei di Soči 2016, in squadra con Tat'jana Borodulina, Ekaterina Konstantinova, Ekaterina Strelkova e Ėmina Malagič.
Ai mondiali di Seul 2016 disputati a marzo, ha vinto bronzo nella staffetta 3000 metri, sempre con le connazionali Tat'jana Borodulina, Ekaterina Konstantinova e Ėmina Malagič.
Ai campionati europei di Dresda 2018 ha vinto la medaglia d'oro nella staffetta 3000 metri, con le connazionali Tat'jana Borodulina, Sof'ja Prosvirnova ed Ekaterina Efremenkova.

## Palmarès
- Campionati mondiali di short track

Seul 2016: bronzo nella staffetta 3000 m.
- Campionati europei di short track

Dordrecht 2015: oro nella staffetta 3000 m.
Soči 2016: argento nella staffetta 3000 m.
Debrecen 2020: bronzo nella staffetta 3000 m.